# Bizmarkov model
Bizmarkov model je model zdravstvenog osiguranja koji se temelji na principu neprofitnosti i solidarnosti među svim osiguranim licima i njihovom organizovanju u posebnim organizacijama (agencije, fondovi, zavodi, bolničkim kasama), koje im obezbeđuju ostvarivanje prava na zdravstvenu zaštitu i neka druga prava. Sa tim organizacijama – nosiocima osiguranja upravljaju predstavnici osiguranika i obveznika za plaćanje doprinosa i u tom pogledu imaju izvesnu autonomiju. Sa sredstvima doprinosa sklapaju ugovore sa davaocima usluga i tako omogućavaju osiguranim licima korišćenje zdravstvenih usluga, koje su im obezbeđene u osiguranju. Ovaj model zastupljen je u sledećim zemljama: Nemačka, Austrija, Francuska, Luksemburg, Belgija, Slovenija, Češka, Japan itd.